# Svend Ploug Johansen
Svend Ploug Johansen (født 29. juli 1970) er en dansk instruktør og  manuskriptforfatter. Han er i dag ansat som publiceringschef på TV2 Øst.
Han har skrevet og instrueret en række kortfilm og TV-film.
Hans kortfilm, Global alarm, vandt prisen "Spirit of Activism" på Colorado Environmental Film Festival i 2010.

## Filmografi
- Flugt (kortfilm, 2002)
- Hvorfor? (kortfilm, 2002)
- Historien om en mor (TV-film, 2005)
- Skizo (kortfilm, 2008)
- Global alarm (kortfilm, 2009)
- Ansigtet (kortfilm, 2012)
- Momentum (kortfilm, 2014)
- Selvfed (kortfilm, 2015)
- The Portal (Anthology, 2017)[3]
- Dark Angel (kortfilm, 2018)
- Reflection (kortfilm, 2024)